# DigiFX Interactive
DigiFX Interactive (anteriormente conhecida como Future Vision) era uma desenvolvedora de jogos estadunidense fundada em 1991 em Dallas, foi dissolvida em 1997 após sua distribuidora, a Merit Studios sair do negócio.
Durante o seu funcionamento, a empresa desenvolveu os jogos Command Adventures: Starship (1993) e The Fortress of Dr. Radiaki (1994)[carece de fontes?] sob o nome de Future Vision, Inc., e também lançou Harvester (1996) sob o nome de DigiFX Interactive.